# Bryson (Texas)
Bryson é uma cidade localizada no estado norte-americano do Texas, no Condado de Jack.

## Demografia
Segundo o censo norte-americano de 2000, a sua população era de 528 habitantes. 
Em 2006, foi estimada uma população de 538, um aumento de 10 (1.9%).

## Geografia
De acordo com o United States Census Bureau tem uma área de 
3,4 km², dos quais 3,2 km² cobertos por terra e 0,2 km² cobertos por água.

## Localidades na vizinhança
O diagrama seguinte representa as localidades num raio de 36 km ao redor de Bryson. 